# Fugador Sumida
Il Fugador Sumida (フウガドールすみだ?) è una squadra giapponese di calcio a 5, con sede a Sumida (Tōkyō). Milita in F. League.

## Storia
Fondata nel 2001, ha vinto più campionati regionali e una Puma Cup, prima di approdare nella stagione 2014-2015, nella massima competizione giapponese di futsal.

## Colori e simbolo

### Colori
I colori della maglia del Fugador Sumida sono il bordeaux e il bianco.

## Stadio
Il Fugador Sumida gioca le sue partite casalinghe al Sumida Gymnasium.

## Palmarès

### Competizioni nazionali
- Puma Cup:1

2009
- Futsal Regional Champions League:4

2010、2011、2012、2013、2014

### Competizioni regionali
- Kantō League prima divisione:6

2007、2008、2009、2011、2012、2013
- Tokyo League prima divisione:1

2004
- Tokyo League seconda divisione:1

2003

## Statistiche e record

### Partecipazione ai campionati
| Categoria | Partecipazioni | Debutto   | Ultima stagione |
| --------- | -------------- | --------- | --------------- |
| F. League | 1              | 2014-2015 | 2014-2015       |